# Storstockholms Lokaltrafik

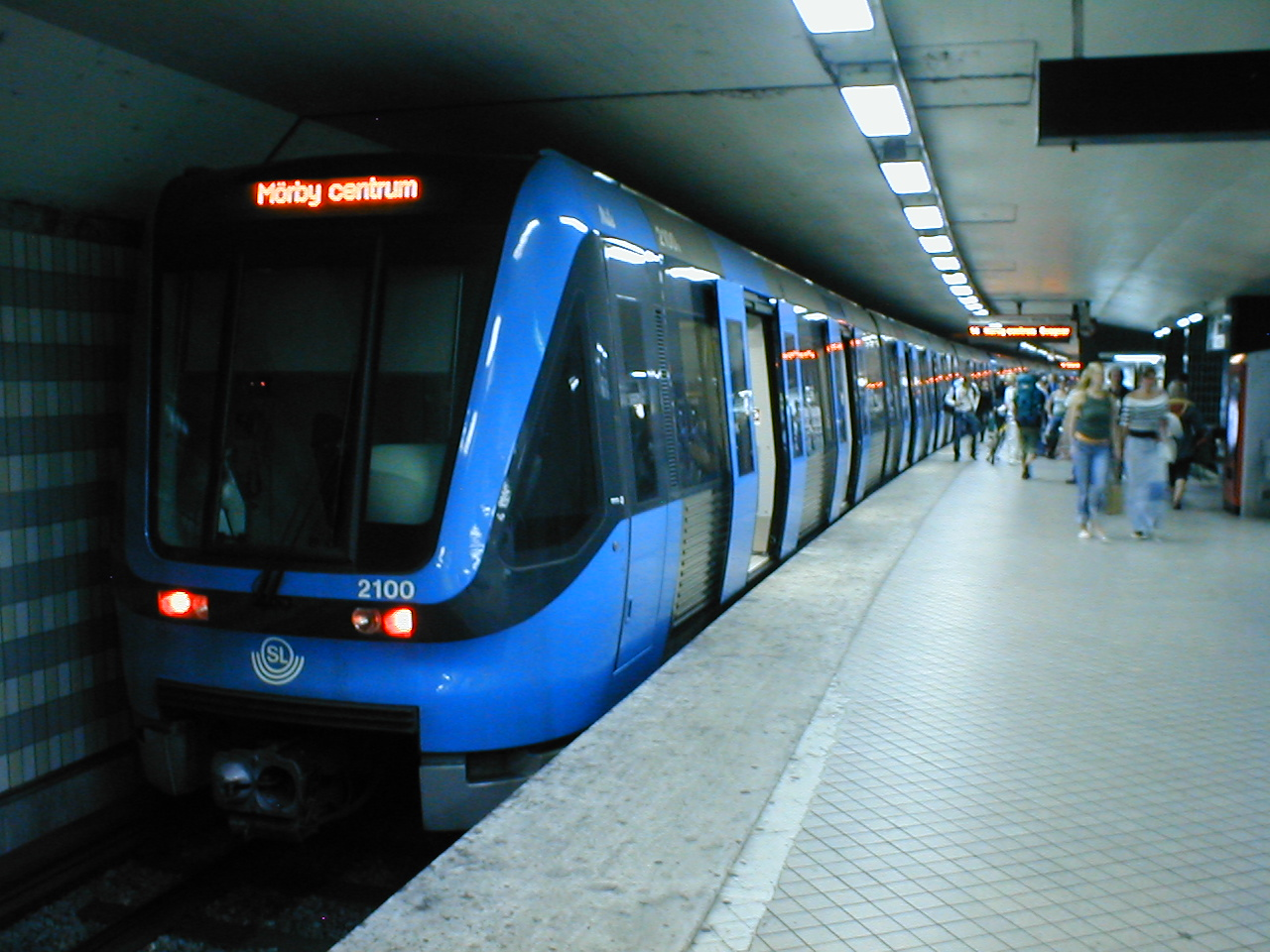
Метро

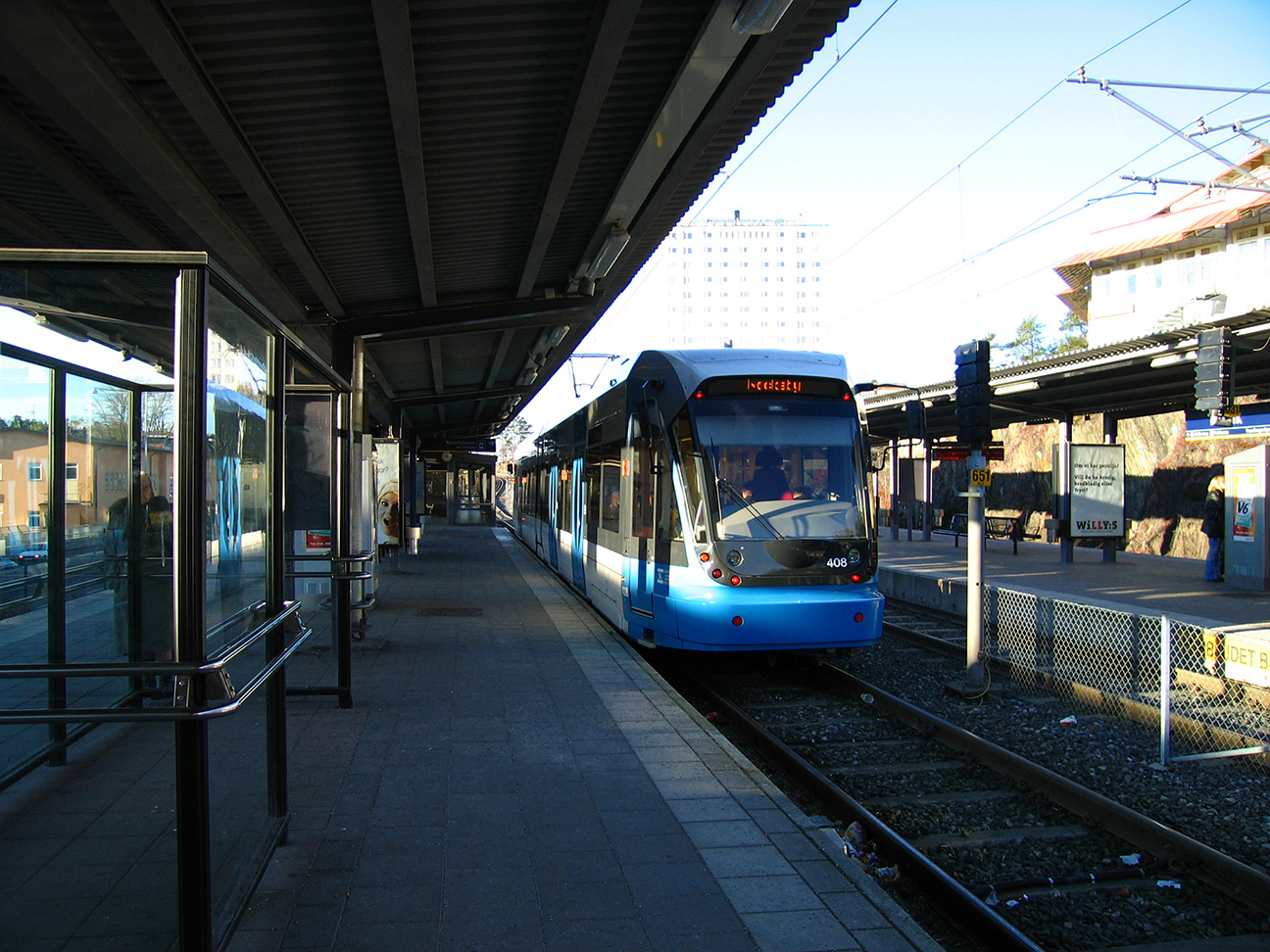
Лёгкое метро

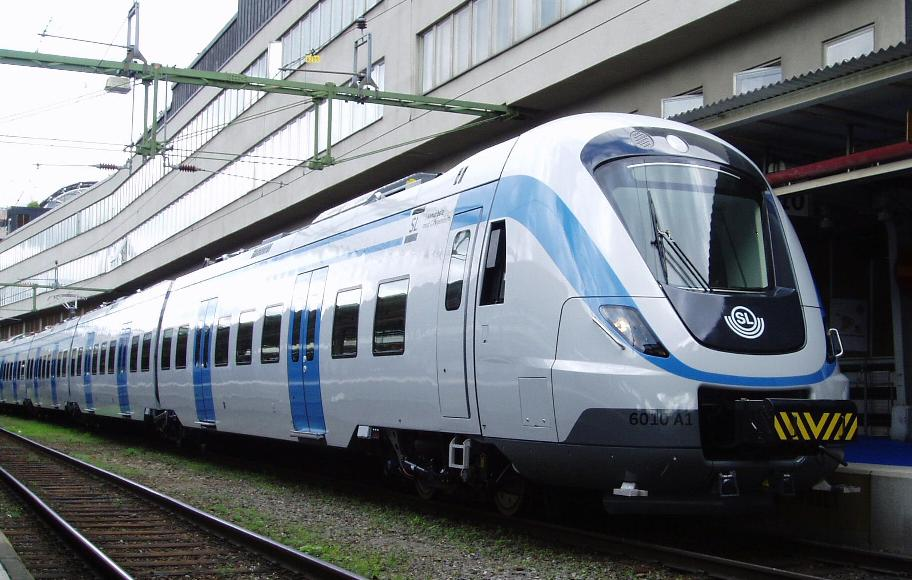
Городская электричка

Иногда встречающийся более новый логотип, отвергнутый жителями города.

Storstockholms Lokaltrafik AB (дословно — «Городской транспорт Большого Стокгольма»), аббревиатура SL — муниципальная компания, занимающаяся организацией общественного транспорта (кроме паромов в Стокгольмском архипелаге, обслуживаемых Waxholmsbolaget) в лене Стокгольм.